# قائمة أطباق الباذنجان

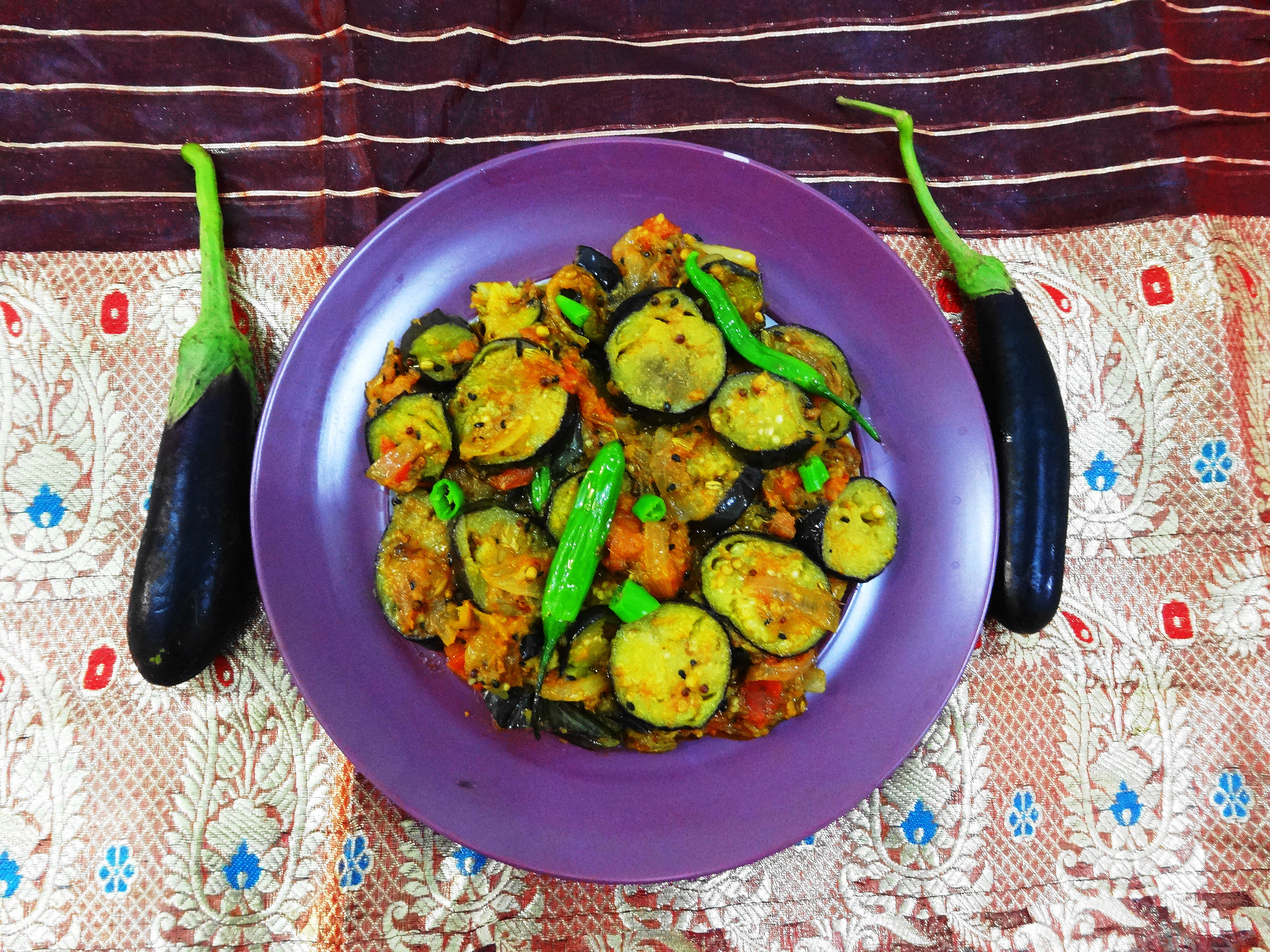
باذنجان مقلي

هذه قائمة من أطباق الباذنجان. تتضمن هذه القائمة الأطباق التي يكون المكون الرئيسي أو أحد المكونات الأساسية فيها هو الباذنجان أو الأنَبَة يستخدم في مطبخ العديد من البلدان. غالبا ما يتم طهيها ، كما هو الحال في الفرنسية راتاتوي، أو المقلية كما في الإيطالية برمجانة، التركية كرنيرك أو التركية واليونانية مسقعة / مسقعة، وفي اطباق الشرق الأوسط وجنوب آسيا. يمكن أيضا ضرب الباذنجان قبل القلي العميق وتقديمه مع صلصة مصنوعة من الطحينة والتمر الهندي. في المطبخ الإيراني ، يتم مزجه مع مصل اللبن كما كاشك إي بازنجان، الطماطم كما ميرزا قاسمي أو يطهى في على شكل يخنة مثل خورش بادمجان. كما يمكن تقطيعها الى شرائح و قليه، ثم تقدم مع زبادي العادي، (اختياريا) تعلوها طماطم وصلصة الثوم، كما هو الحال في الطبق التركي باتل إر كان زارتماسı (ينطق 'بوتليجون' ؛ المعنى: الباذنجان المقلي) أو بدون زبادي كما في باتل إركان شكشوكة تركية. ولعل أشهر أطباق الباذنجان التركية هي إمام بيلدي (نباتي) و كرنيرك (مع اللحم المفروم).

## أطباق الباذنجان
- Ajapsandali طبق باذنجان تقليدي

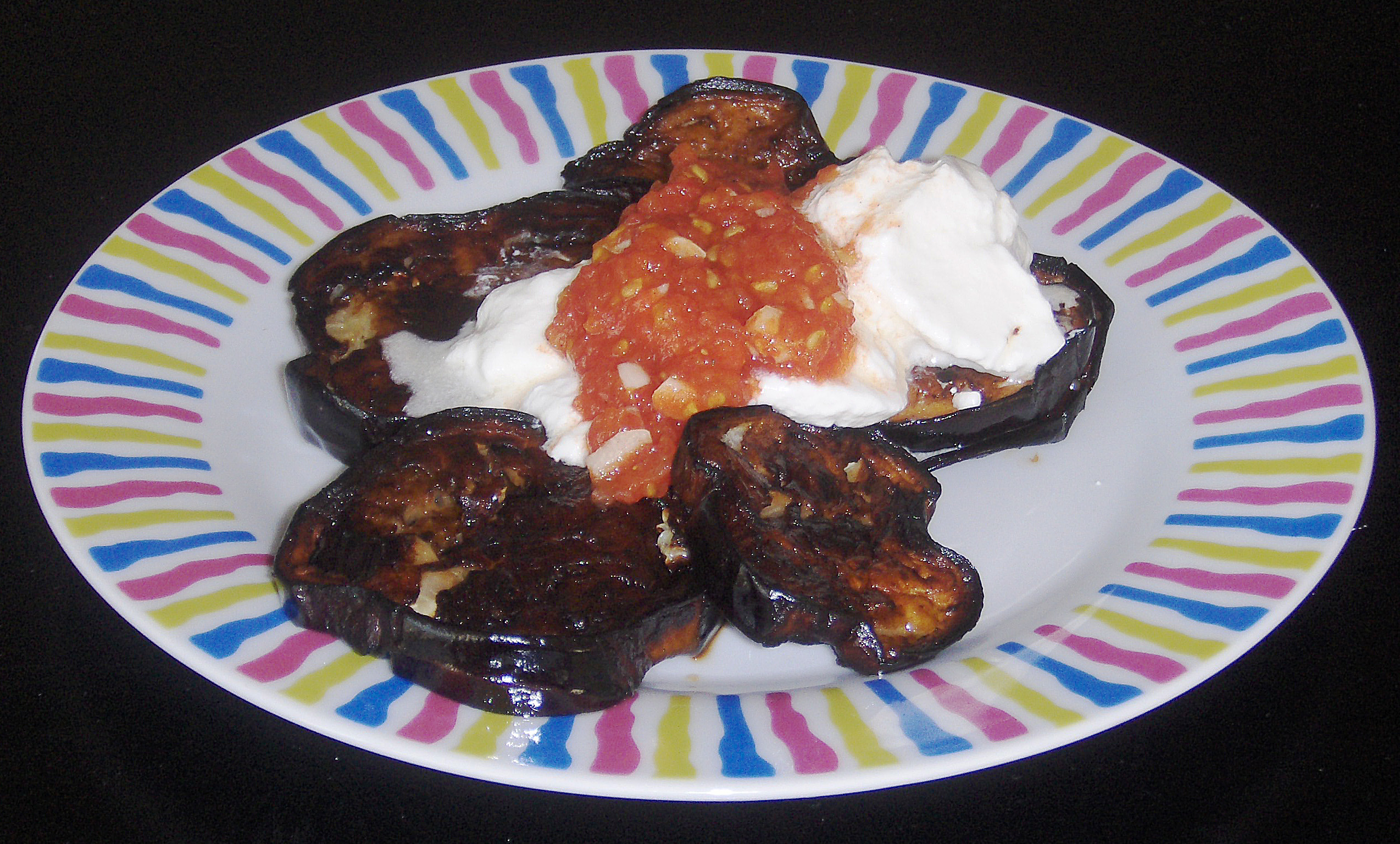
باذنجان مقلي

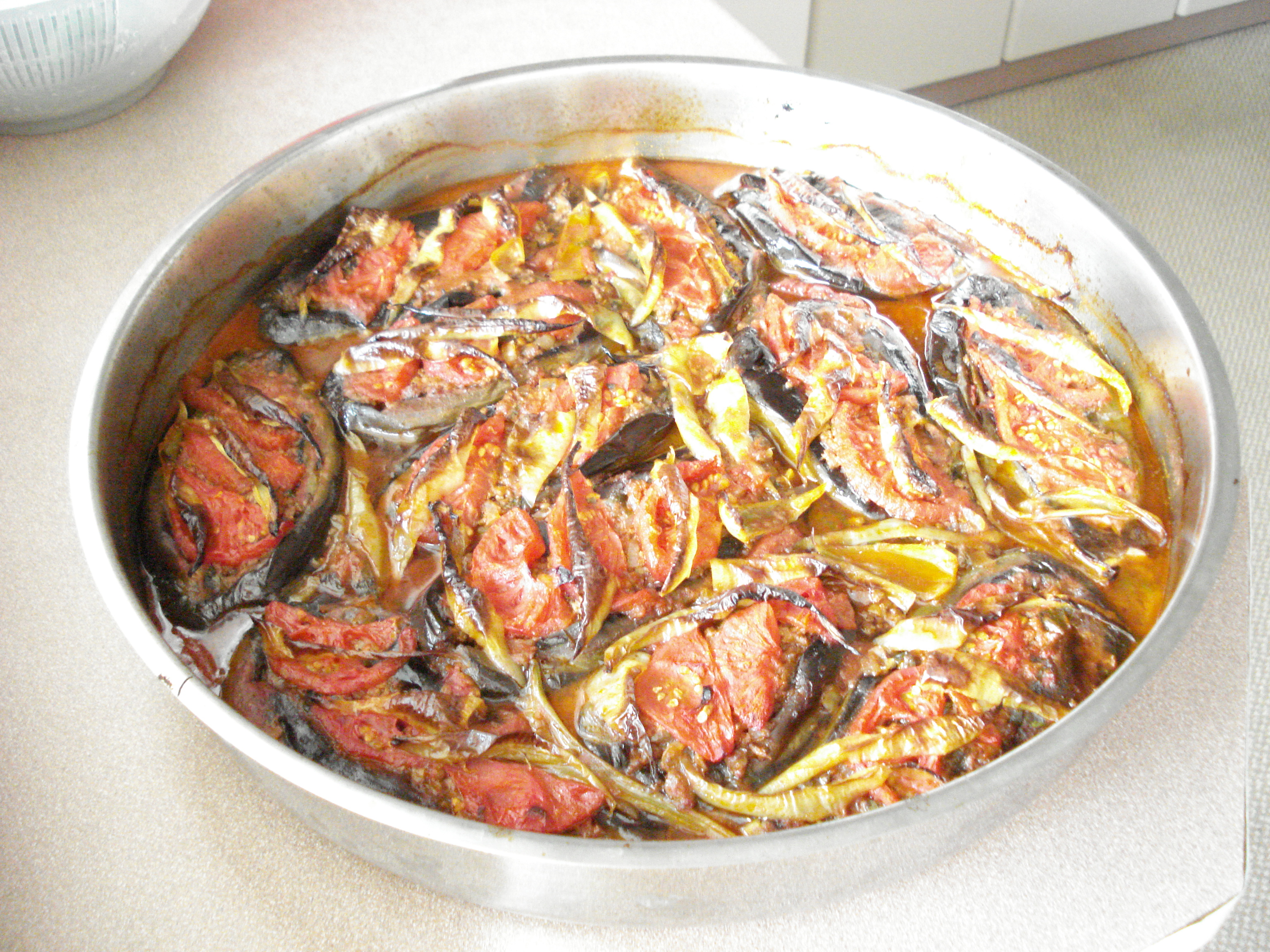
كرنيرك هو طبق التركي يتكون من البازنجان المملوء بمزيج من البصل المقطوع في الخليط والثوم والفلفل الأسود والطماطم والبَقدونس اللحوم المستديرة.

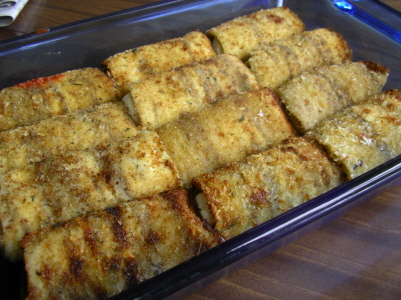
رولاتيني هو طبق على الطراز الإيطالي عادة ما يكون مصنوعًا من شرائح رقيقة من الباذنجان مغطاة بدقيق القمح أو مغطاة بطبقة خفيفة من الخبز ، ومغطاة بالريكوتا وغالبًا أنواع أخرى من الجبن والتوابل، ثم يتم لفها وخبزها.

- Alinazik kebab طبق تركي من محافظة غازي عنتاب
- بابا غنوج – Egyptian dish of tehina salad with grilled peeled  eggplant
- Badrijani طبق جورجي
- Baghara baingan طبق حيدر اباد
- Baingan bharta طبق هندي يشبه بابا غنوج
- Beguni طبق باذنجان من منطقة البنغال
- Berenjenas de Almagro أسلوب الطهي الأيبيري، وهو باذنجان مخلل مميز لمطبخ "مانشيجا" من منطقة كاستيا لا مانشا في إسبانيا، وتحديدًا من ألماجرو، وهي مدينة في مقاطعة سيوداد ريال في إسبانيا..
- Bruschetta مقبلات إيطالية
- Cacciatore طبق ايطالي
- Caponata طبق باذنجان صقلي
- Confit byaldi نوع من الراتاتوي
- Dahi baiganaطبق زبادي وباذنجان
- Di san xianطبق صيني
- برمجانة - صقلية طبق صقلي مخبوز في الفرن يتكون من الباذنجان وجبن البارميزان والموزاريلا وصلصة الطماطم
- Eggplant salads and appetizersتتضمن العديد من الأطباق من ثقافات مختلفة إسكاليفادا – طبق تقليدي كاتالوني من الخضار المشوية المدخنة
- Fried aubergine طبق باذنجان
- Garlic sauce صلصة بالثوم كمكون رئيسي
- Hünkârbeğendi طبق تركي من الباذنجان المهروس واللحم
- İmam bayıldı طبق باذنجان تركي
- Karnıyarık طبق باذنجان محشو لحم من المطبخ التركي
- Kashk bademjan طبق ايراتي
- Kyopolou طبق تركي بلغاري
- Malidzano دهن مقدوني تقليدي مصنوع من الفلفل الحلو المهروس والباذنجان والزيت والملح
- مسقعة – باذنجان مقلي مصري مصنوع من صلصة الطماطم والثوم والبصل؛ يؤكل باردًا
- ميرزا قاسمي – طبق باذنجان إيراني متبل
- مكدوس – طبق سوري من الباذنجان المخلل بالزيت. إنه باذنجان صغير لاذع محشو بالجوز والفلفل الأحمر والثوم وزيت الزيتون والملح.
- Moussaka طبق من الخضار المتعددة الطبقات والصلصة واللحوم
- Parmigiana طبق ايطالي من الباذنجان مع الجبن وصلصة الطمام
- Pasta alla Norma[1]

- Patlıcanlı kebap - طبق كباب
- Pinđur - في شبه جزيرة البلقان
- Pisto- طبق إسباني

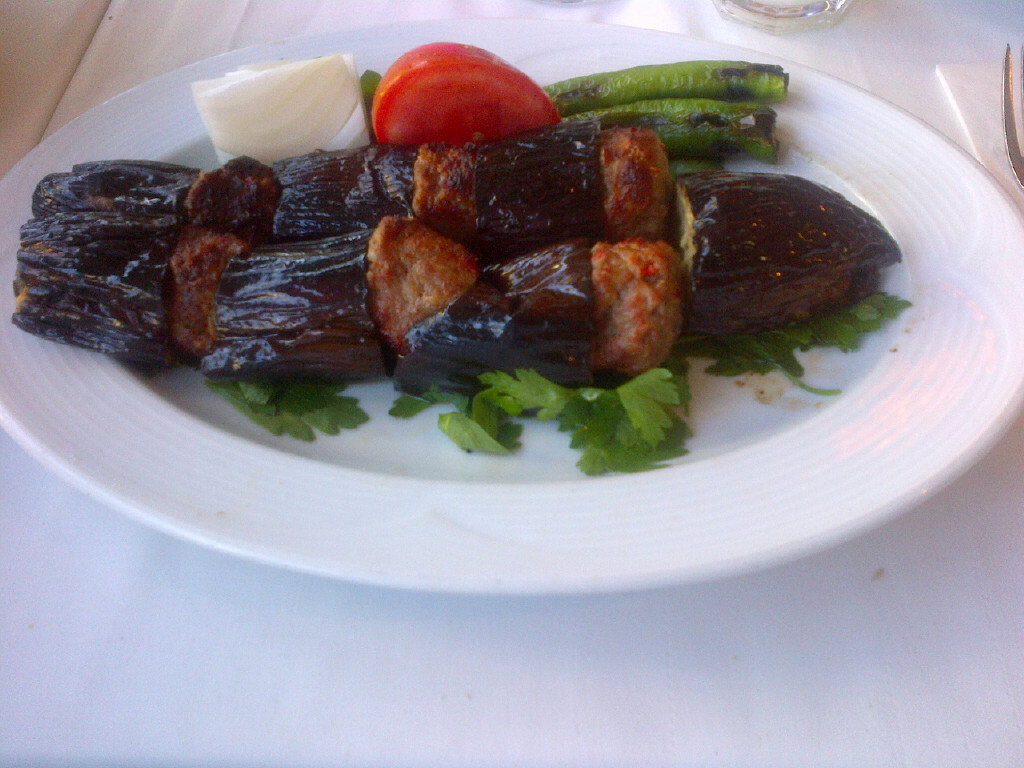
كباب باذنجان

- Poqui poqui - طبق فلبيني-إيلوكانو مكون من البيض والباذنجان المفروم
- راتاتوي - طبق خضار مطهو على الطريقة الفرنسية
- ريلينونج تالونج - فطيرة الباذنجان الفلبينية
- رولاتيني - طبق على الطريقة الإيطالية
- Sabich - ساندويتش يهودي إسرائيلي تقليدي
- باذنجان محشي - طبق باذنجان نموذجي في العديد من البلدان

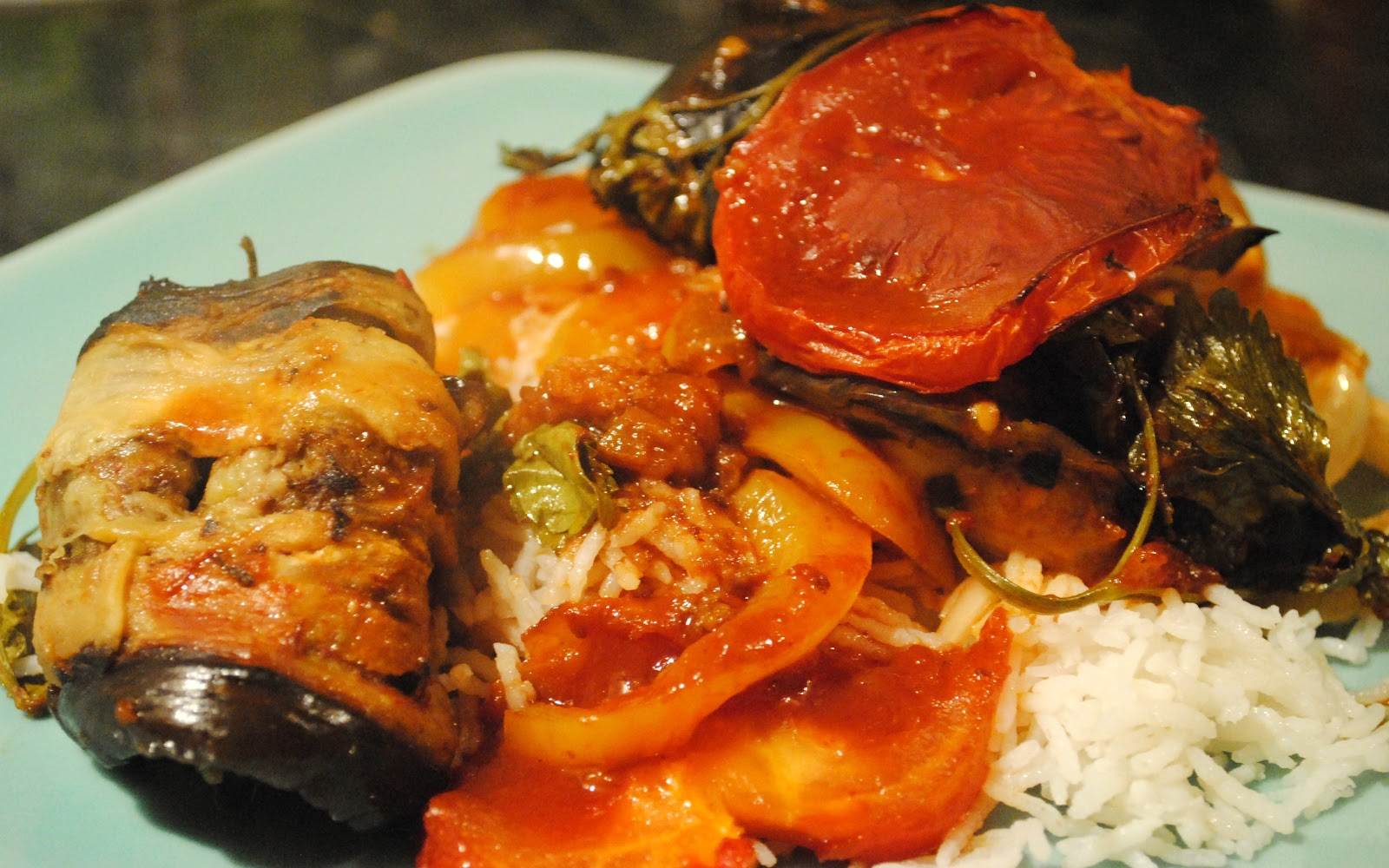
تبسي البازنجان

- تيبسي بايتينجان - طبق الكاسيرول عراقي[2] يتكون من الباذنجان، والتي يتم قصها وتشوية قبل وضعها في طبق الخبز، مصحوبة بالكمبلة اللحمية والطماطم والبصل والثوم.[3]
- Terong Balado نوع إندونيسي من خليط التوابل الحارة
- Tortang talongفطيرة باذنجان فلبينية
- Tombetطبق خضروات من مايوركا
- Türlüيخنة خضروات تركية
- Zaaloukطبق مغربي
- Zacuscăطبق روماني

أطباق الباذنجان
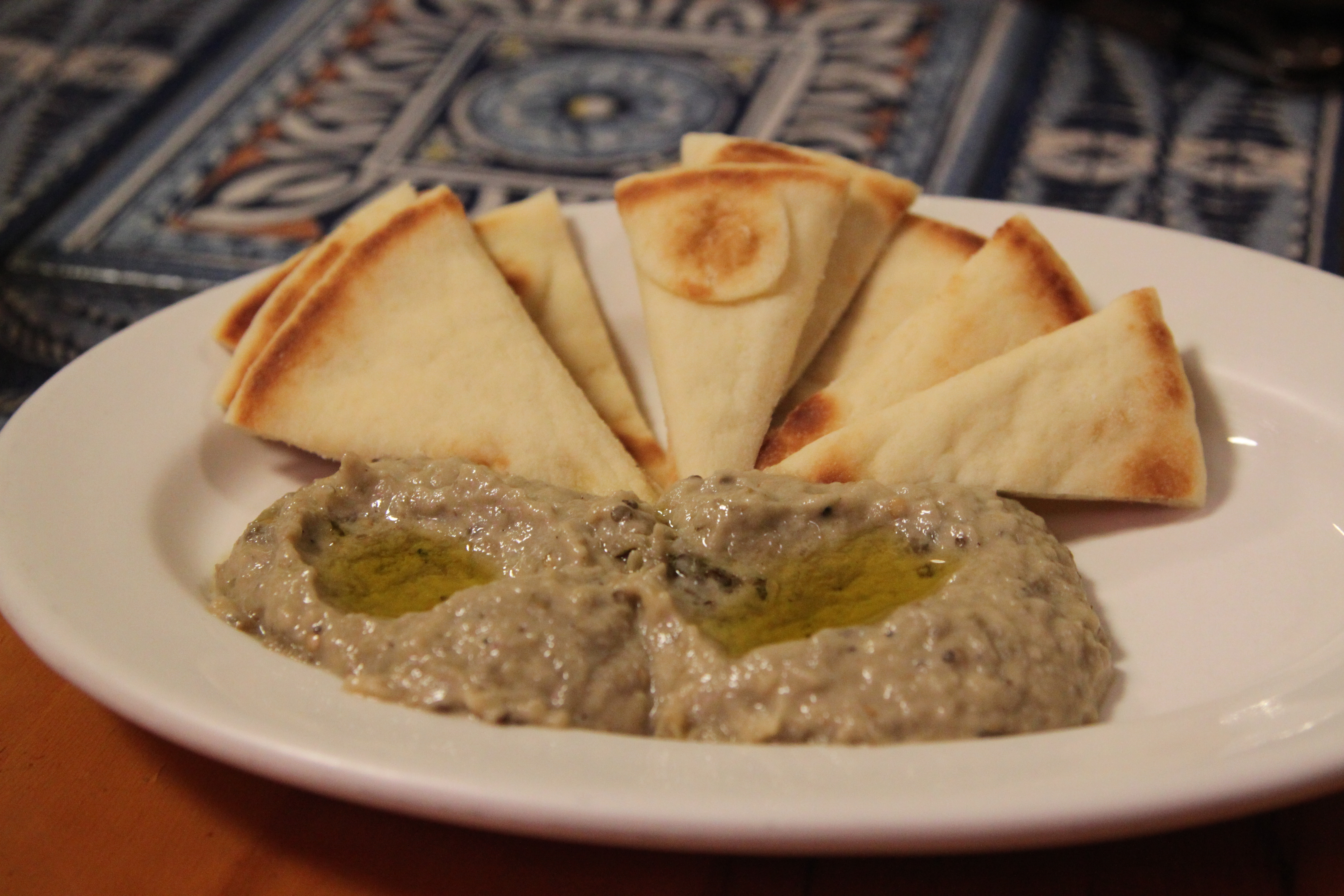
بابا غنوج هو طبق شامي من الباذنجان المطبوخ المخلوط بالبصل والطماطم وزيت الزيتون والتوابل المختلفة، ويقدم هنا مع خبز البيتا.
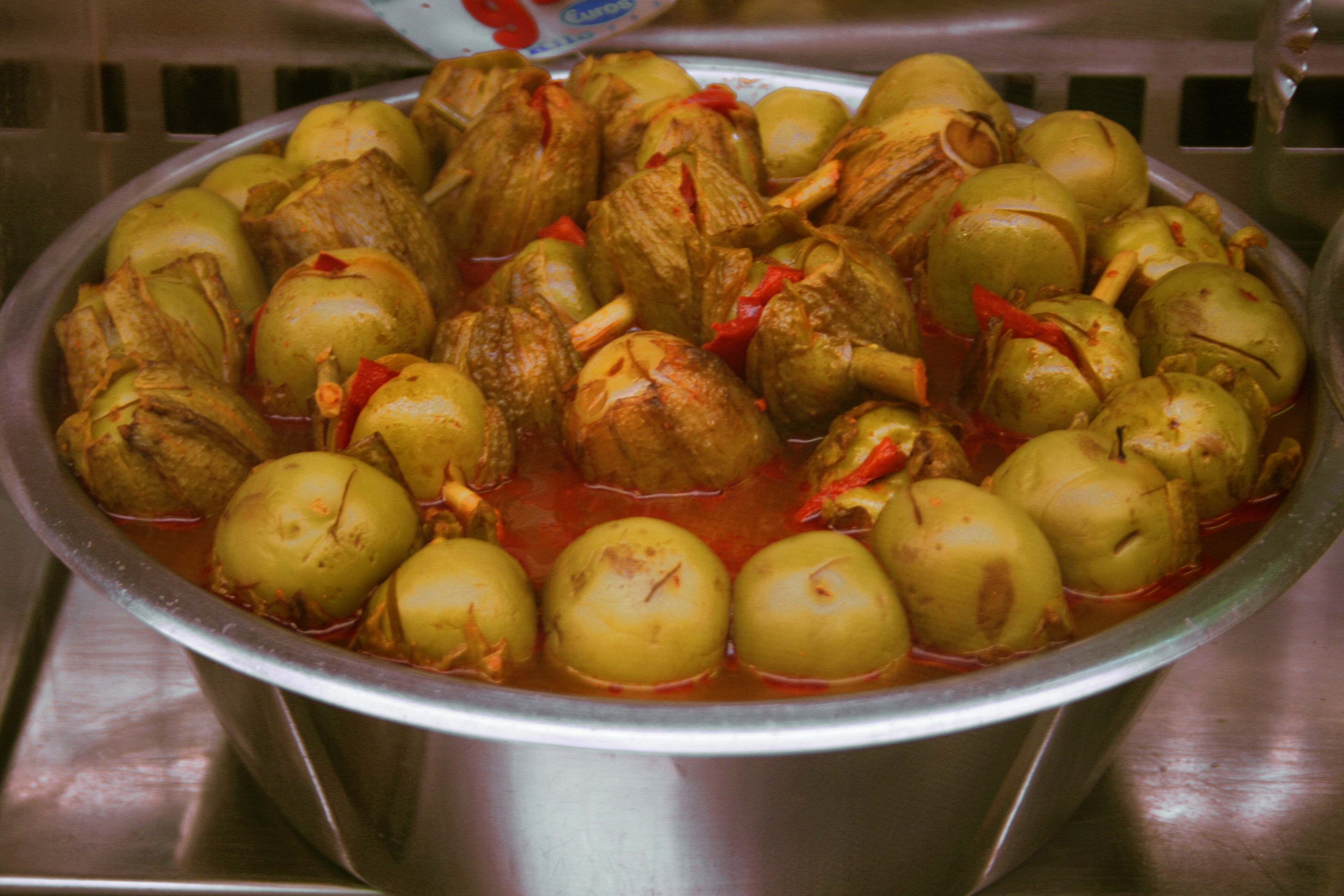
Berenjenas de Almagro: باذنجان ألماجرو متبل ومخلل من إسبانيا
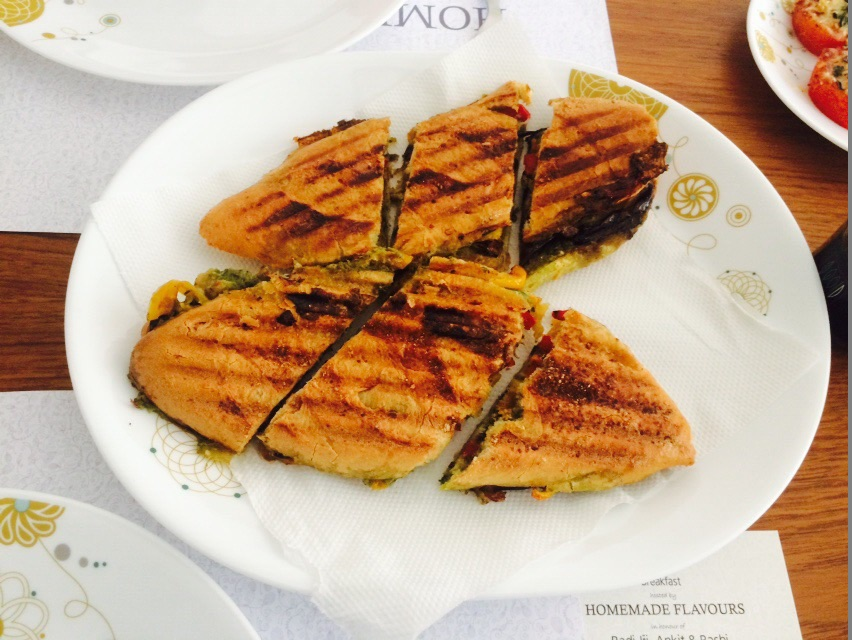
باذنجان مشوي من المطبخ الياباني
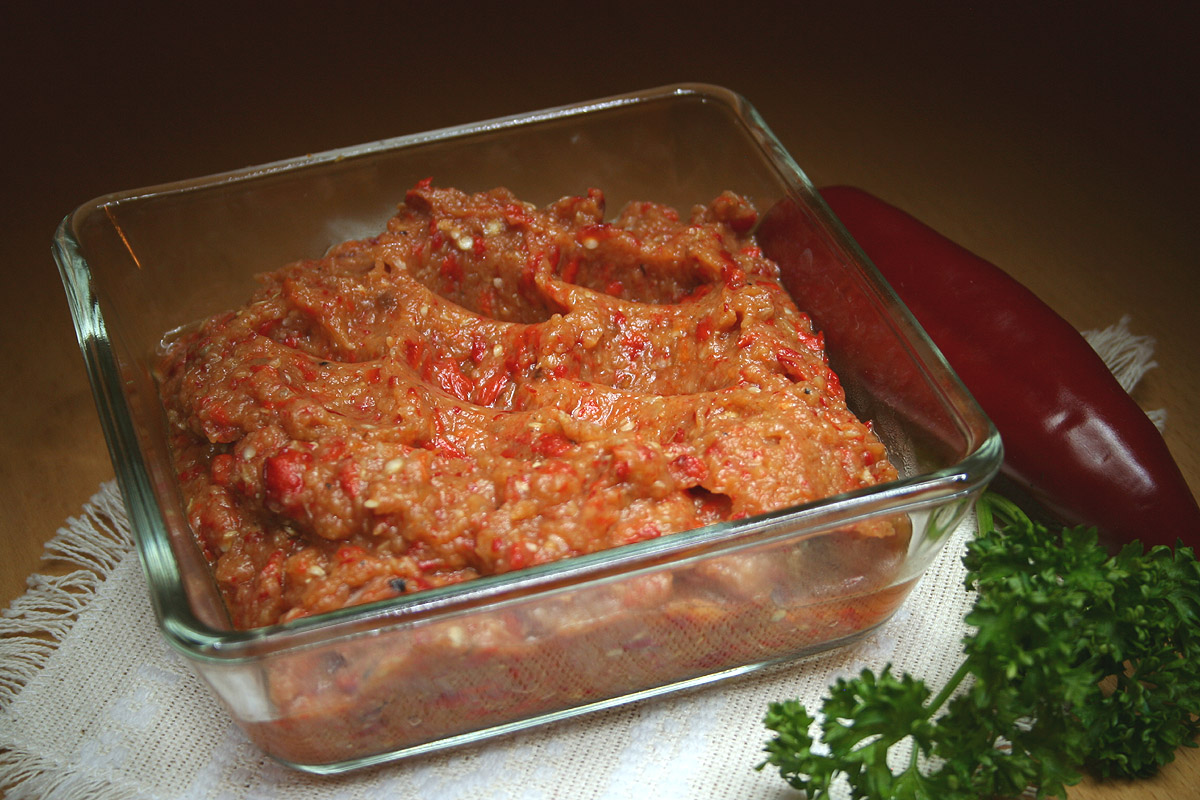
كيوبولو هي نكهة بلغارية وتركية شهيرة مصنوعة بشكل أساسي من الباذنجان المحمص والثوم.
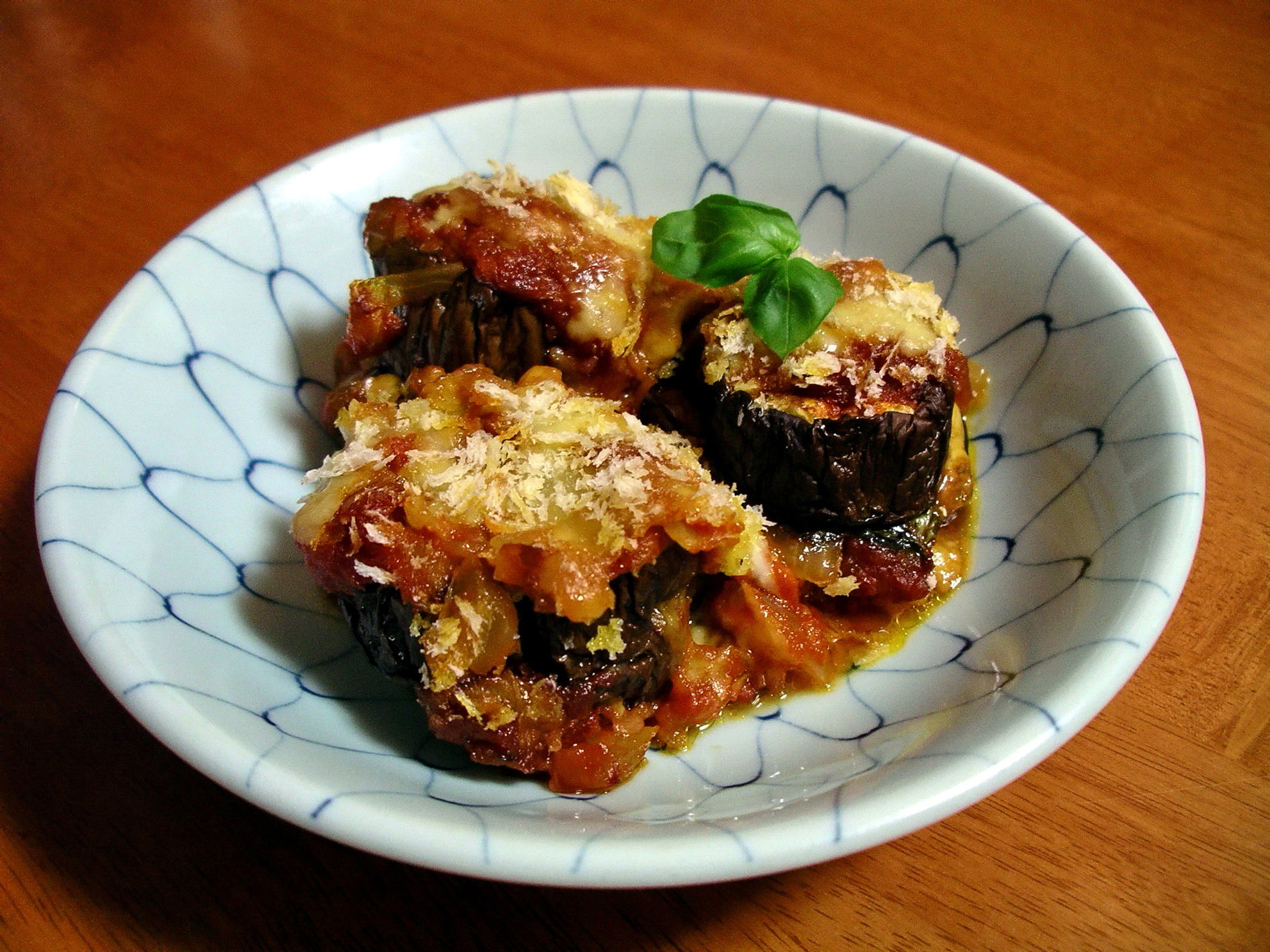
برمجانة هو طبق إيطالي مخبوز بالفرن يتكون من الباذنجان وجبنة البارميزان والموزاريلا وصلصة الطماطم.
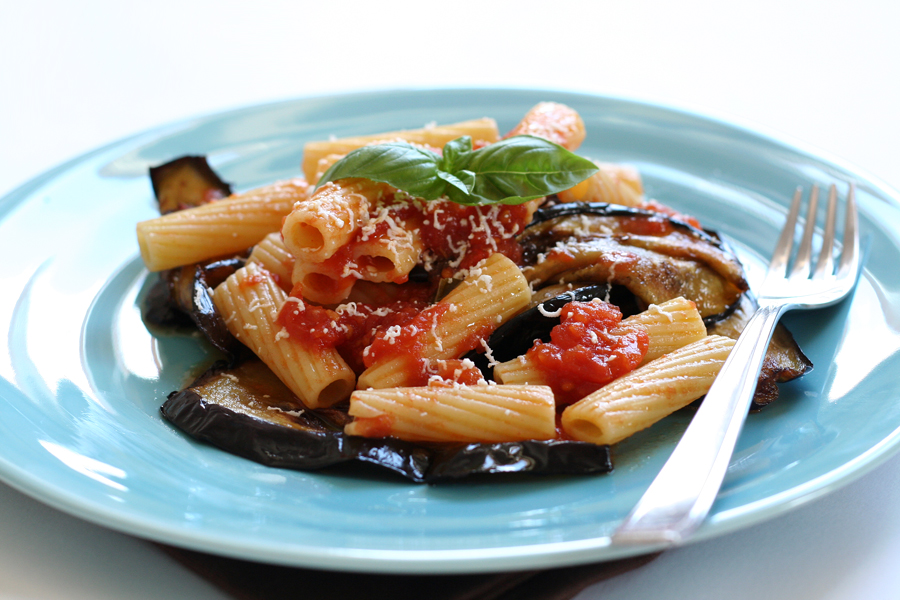
Pasta alla Norma هو طبق معكرونة كلاسيكي في المطبخ الصقلي من كاتانيا
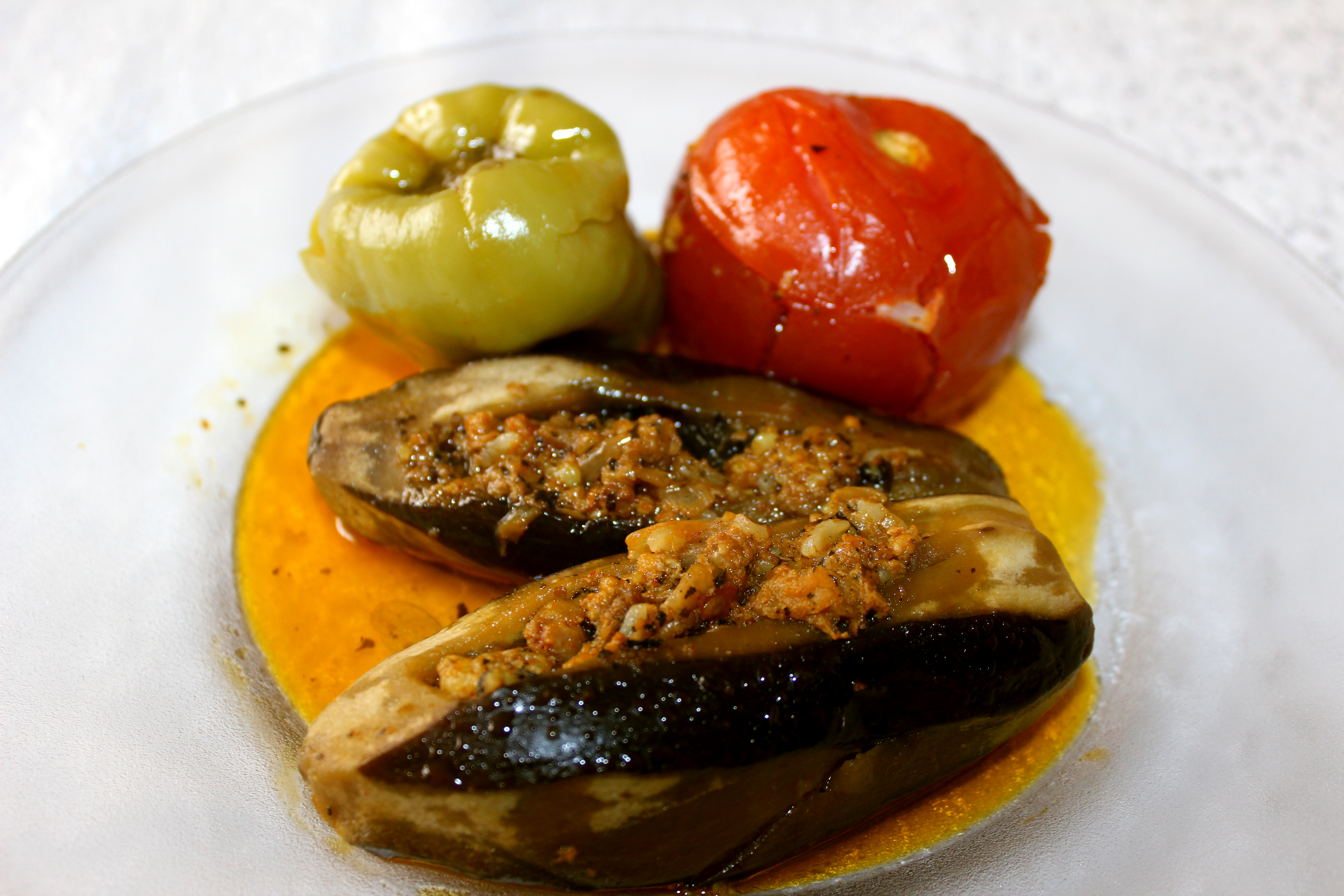
باذنجان محشومن أذربيجان، مع الطماطم والفلفل الحلو
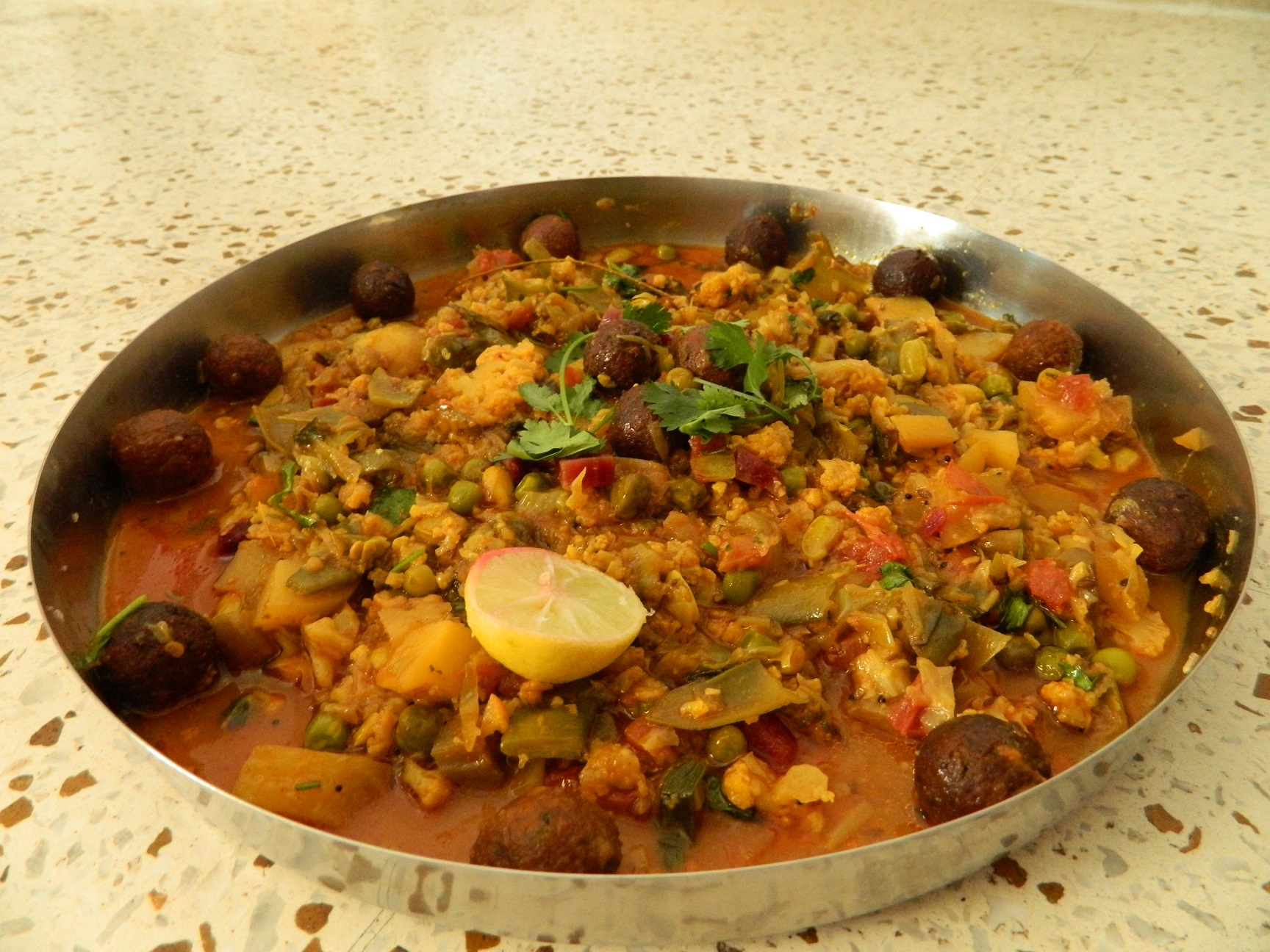
Undhiyu عبارة عن مزيج من مجموعة متنوعة من الخضروات المختلفة من المطبخ الهندي

## انظر ايضا
- قائمة الاطعمة

## روابط خارجية
Traditional Recipe for Eggplant Parmesan from Dining Mosaic